# 锡让
锡让（法語：Sigean，法語發音：[siʒɑ̃] ⓘ）是法国奥德省的一个市镇，位于该省东部偏北，属于纳博讷区。

## 地理
锡让（43°1'41"N, 2°58'40"E）面积35.35 平方千米，位于法国奧克西塔尼大區奥德省，该省份为法国南部沿海省份，北起塔恩省，西北接上加龙省，西接阿列日省，南至东比利牛斯省，东临地中海，东北与埃罗省接壤。
与锡让接壤的市镇（或旧市镇、城区）包括：拉帕尔姆、拉努韦勒港、滨海佩里亚克、波尔泰代科尔比埃、罗克福尔-德科比耶尔。

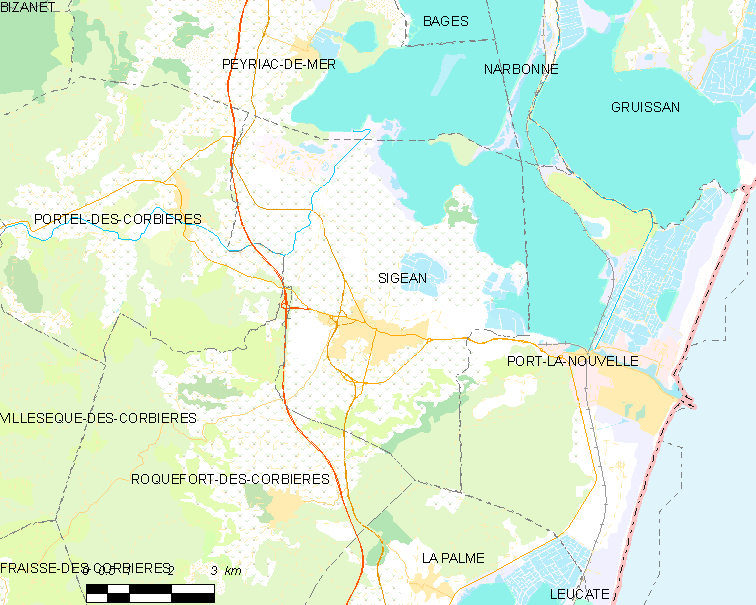
锡让的OSM定位图

锡让的时区为UTC+01:00、UTC+02:00（夏令时）。

## 行政
锡让的邮政编码为11130，INSEE市镇编码为11379。

## 政治
锡让所属的省级选区为地中海科比耶尔县。

## 人口

1962-2008年间锡让人口变化图示

锡让于2022年1月1日时的人口数量为5620人。